# Grozdilovella
Grozdilovella es un género de foraminífero bentónico de la familia Earlandiidae, de la superfamilia Earlandioidea, del suborden Fusulinina y del orden Fusulinida. Su especie tipo es Grozdilovella minima. Su rango cronoestratigráfico abarca el Mississippiense (Carbonífero inferior).

## Discusión
Algunas clasificaciones más recientes incluyen Grozdilovella en el suborden Earlandiina, del orden Earlandiida, de la subclase Afusulinana y de la clase Fusulinata.

## Clasificación
Grozdilovella incluye a la siguiente especie:
- Grozdilovella minima †